# 象林塔
象林塔，位于中国广东省佛山市南海区西樵镇樵园社区西樵山白云洞风景区，为一处清代古建筑。1994年，列入南海市文物保护单位。2006年，列入佛山市文物保护单位；2008年11月18日，列入广东省文物保护单位。